# New Super Mario Bros. Wii
New Super Mario Bros. Wii (яп. New スーパーマリオブラザーズ Wii, Nyū Sūpā Mario Burazāzu Wī Wii) — платформер для ігрової консолі Wii, сіквел гри New Super Mario Bros. для Nintendo DS. Гра була вперше анонсована на виставці Electronic Entertainment Expo 2009. Була офіційно видана 15 листопада 2009 в США і 20 листопада 2009 року в Європі. У грі вперше після Mario Bros. є режим кооперативного мультиплеєра. Також у грі присутня можливість проходження найскладніших ділянок автоматично (самою системою), без участі гравця.